# Caninus
A Caninus amerikai death metal együttes. Tagok: Basil, Budgie, Buddy Bronson, Justin Brannan, Rachel Rosen és Richard Christy. 2003-ban alakultak meg New Yorkban.
Érdekesség (és egyben különlegesség is), hogy az énekesi szerepet két kutya tölti be. Ők voltak az első olyan zenei társulat, amely állatokat jelölt ki „énekesi” posztra (a második a szintén 2003-ban alakult Hatebeak együttes volt). 2011-ben feloszlott a Caninus, mert Basil elhunyt. 2016-ban a második „énekes”, Budgie is elpusztult. Összesen egy stúdióalbumot adtak ki, a másik két lemezük megosztott (split) lemez volt, a Hatebeakkel és a Cattle Decapitationnel együtt játszottak.

## Diszkográfia
- Now the Animals Have a Voice (2004)
- Caninus/Hatebeak (2005)
- Cattle Decapitation/Caninus (2005)